# Johann Veldenaer

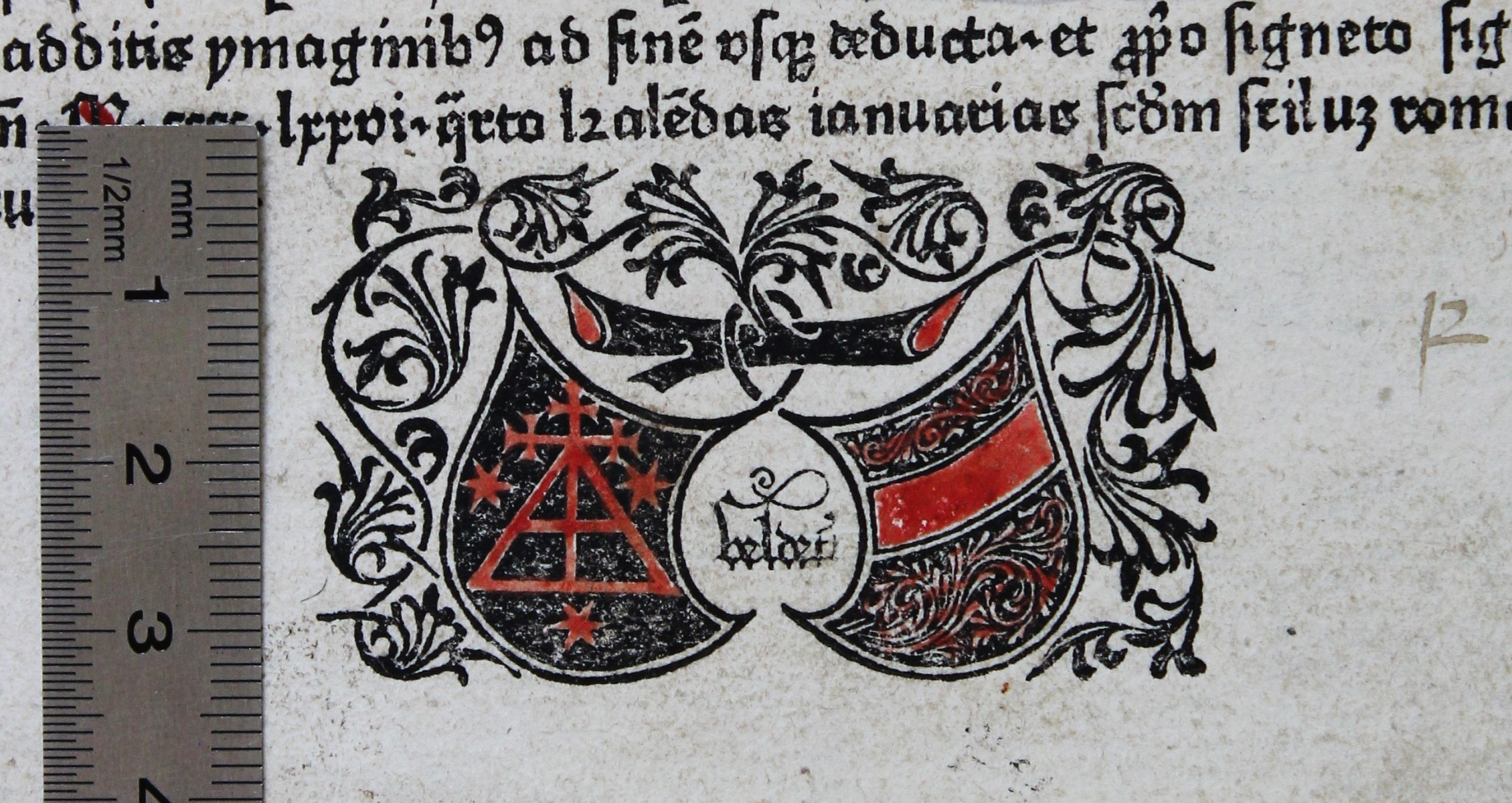
Het drukkersmerk van Johann Veldenaer, zoals het gebruikt werd in Werner Rolevincks Fasciculus temporum (1475). Gevonden in KUL-BC Inc.129 (f. [h]8 recto), Leuvense universiteitsbibliotheken.

Johann Veldener ook wel Jan Veldener of Johann Veldenaer (Bisdom Würzburg, ? - Leuven, tussen 1486 en 1496) was een van de vroegste boekdrukkers in het huidige België en Vlaanderen.
In Keulen ontmoette Veldener wellicht de Engelse handelaar en balling William Caxton, die later de eerste drukker in Brugge en Engeland zou worden. Wellicht vertrokken ze rond 1472 samen naar Brugge. Mogelijk assisteerde Veldener Caxton met het opzetten van een atelier in deze stad en met het drukken van zijn eerste werken, waaronder Recuyell of the historyes of Troyes van Raoul Lefèvre in de periode 1472-1473.
Op 30 juni 1473 schreef Veldener zich in aan de faculteit geneeskunde van de Leuvense universiteit. In Leuven begon hij zijn eigen uitgeverij. Zijn eerste Leuvense druk dateert van ten vroegste 1474. De aankomst van Johannes van Westfalen in de universiteitsstad dateert van ongeveer een jaar later. Het blijft onzeker wie van beiden de eerste drukker was in Leuven, het Hertogdom Brabant en mogelijk zelfs het huidige België.
Na de dood van Karel de Stoute (1477), die voor onrust zorgde in de streek, verliet Veldener Leuven. Hij ging naar Utrecht, waar hij een eerste boek drukte in november 1478. Toen er in 1481 een opstand uitbrak tegen bisschop David van Bourgondië, trok Veldener naar Culemborg, waar de medestanders van de bisschop zich verzamelden. In 1484 keerde hij definitief terug naar Leuven, waar hij actief bleef tot in 1487.
Naast zijn activiteiten als drukker, speelde Veldener een grote rol als lettersnijder. Hij leverde karakters aan talrijke drukkers in Antwerpen, Brugge, Delft, Gouda, Leiden en Londen.  Hij wordt beschouwd als een van de belangrijkste figuren in de vroegste ontwikkeling van de boekdrukkunst in de Nederlanden.
Toen Veldener in Utrecht verbleef, schreef hij rond 1472-1474 het boekwerk Chronyck van Hollandt, Zeelandt, ende Westvrieslandt, deze werd herdrukt in 1650 in Utrecht. Andere werken die aan hem worden toegeschreven zijn: Cronijcken van Enghelant, Cronijcken van Utrecht, Cronijcken van Gelre, Cronijcken van Cleve en de Cronijcken van Brabant. Deze werken waarbij de schrijver niet genoemd wordt, maar wel gedrukt werden door Veldener, worden aan hem als schrijver toegeschreven.

## Werken gedrukt door Veldener

### In Keulen (1471-1472)
- Walter Burley - De vita philosophorum
- Paus Pius II - De duobus amantibus
- Gesta Romanorum
- Flores Sancti Augustini
- Bartholomaeus Anglicus - De proprietatibus rerum

### In Leuven (1473-1477)
- Giovanni Boccaccio - Genealogia deorum
- Jacobus de Theramo, Consolatio peccatorum
- Pietro de' Crescenzi, Liber ruralium commodorum
- Angelus de Gambiglionibus de Aretio, ook bekend als Angeli Aretini of Angelo Gambiglioni, Lectura super institutionibus
- Werner Rolevinck, Fasciculus temporum
- Marcus Annaeus Lucanus - Pharsalia
- Lorenzo Valla - Elegantiae linguae latinae
- een almanak
- Carolus Maneken, Formulae epistolarum
- Paus Pius II - Epistolae familiares et in cardinalatu editae and Legatio Friderici III ad summum Pontificem super declaratione concordiae
- Marcus Tullius Cicero - Epistolae ad familiares
- Raimundus Peraudi - Avisamenta confessorum
- Thomas van Aquino - De beatitudine aeternitatis

### In Utrecht (1478-1481)
- Epistolae et Evangelia of Alle die Epistolen en Ewangelien, metten Sermoenen van den gheheelen jare
- Paus Gregorius I - Homiliae super Evangeliis / Omelie in duutschen 1480
- Werner Rolevinck, Boeck datmen hiet Fasciculus temporum
- Jacobus de Voragine - Dat passionael ofte gulden legende mit das martirologium
- Lucas de Tollentis, Litterae indulgentiarum anni jubilaei causa 1480

### In Culemborg (1483-1484)
- Spieghel der menschlicker behoudenisse
- Boec van den Houte
- Spinroc
- Kruidboeck in Dietsche

### In Leuven (1484-1487)
- Alphabetum divini amoris
- Vocabularius
- Paus Innocentius VIII - Regulae cancellariae apostolicae, Lectae 23 sept. 1484
- Michael Scot - Liber physiognomiae
- Francesco Zabarella - Repetitio super capitulo Perpendimus de sententia excommunicationis
- Herbarius in Latino
- Matheolus Perusinus - De memoria augenda
- Paulus de Middelburgo - Prognosticon
- Cornelius Roelans de Mechlinia - Opusculum aegritudinum puerorum
- Valuacie van den gelde

- Biografisch Portaal: 63919759
- Gemeinsame Normdatei: 104358033
- International Standard Name Identifier: 0000 0001 0781 2739
- Library of Congress Control Number: no2005043070
- Nationale Bibliotheek van Israël: 987007309923005171
- Nederlandse Thesaurus van Auteursnamen: 100771505
- RKD-Nederlands Instituut voor Kunstgeschiedenis: 116087
- Virtual International Authority File: 311318856
- WorldCat: E39PBJwhxptKFqpPRbTtgQr6rq